# Río Hurtado
Río Hurtado é uma comuna da província de Limarí, localizada na Região de Coquimbo, Chile. Possui uma área de 2.117,2 km² e uma população de 4.771 habitantes (2002).